# Pavel Mamaev
Pavel Konstantinovič Mamaev (in russo Павел Константинович Мамаев?; Mosca, 17 settembre 1988) è un ex calciatore russo, di ruolo centrocampista.

## Biografia
Il 5 luglio 2016, a seguito dell'eliminazione della sua nazionale dagli Europei giocati in Francia, sono stati pubblicati dei video che ritraevano Mamaev e il compagno di nazionale Aleksandr Kokorin in una discoteca di Montecarlo. Per questo motivo è stato multato dal Krasnodar e relegato temporaneamente nella squadra delle riserve.
Il 9 ottobre del 2018 viene arrestato, sempre assieme al compagno di nazionale Aleksandr Kokorin, per aver aggredito un funzionario pubblico. Accusato di aggressione, viene condannato a 17 mesi di reclusione, uscendo però di prigione il 6 settembre 2019 anche per buona condotta.

## Carriera

### Club
Il giocatore milita nel Rostov, squadra russa, fino al 2022 dove poi ottiene la rescissione consensuale del contratto e si accasa quindi al FC Khimkhi fino al febbraio 2023, quindi il mese del suo ritiro dal calcio. Ha avuto una carriera molto frastagliata e con molte divergenze legali a causa di un carattere controverso ed insolito per un calciatore.

### Nazionale
Viene convocato per gli Europei 2016 in Francia.

## Palmarès

### Club
- Supercoppa di Russia: 3

CSKA Mosca: 2007, 2009, 2013
- Coppa di Russia: 4

CSKA Mosca: 2007-2008, 2008-2009, 2010-2011, 2012-2013
- Campionato russo: 1

CSKA Mosca: 2012-2013